# Grunewald (Marienheide)
Grunewald ist eine Ortschaft in der Gemeinde Marienheide im Oberbergischen Kreis, Nordrhein-Westfalen.

## Lage und Beschreibung
Der Ort liegt in 3,8 km Entfernung südwestlich von Marienheide. Nachbarorte sind Boinghausen, Siemerkusen und Dürhölzen. Im Nordwesten fließt der Fluss Sülz vorbei.

## Geschichte
Der Ort Grunewald gehörte bis zum Jahr 1806 zur Reichsherrschaft Gimborn-Neustadt. Nach seiner Zugehörigkeit zum Großherzogtum Berg (1806–1813) und einer provisorischen Übergangsverwaltung kam die Region aufgrund der auf dem Wiener Kongress getroffenen Vereinbarungen 1815 zum Königreich Preußen. Unter der preußischen Verwaltung gehörte der Ort zunächst zum Kreis Gimborn (1816–1825) und danach zum Kreis Gummersbach in der Rheinprovinz. Im Jahr 1843 hatte Grunewald ein Haus und acht Einwohner.
Im Jahr 1840 zeigt die historische topografische Karte Preußische Uraufnahme eine umgrenzte Hofstelle. Die Ortsbezeichnung nennt den heute gebräuchliche Namen Grunewald.

## Freizeit
- TuS Grunewald 06

- Wander- und Radwege

Durch Grunewald führen folgende Rundwanderwege. 
| Rund-/Wanderweg | Wegzeichen | Wegstrecke | Weglänge |
| Rundwanderweg   | A2         | Gimborn - Forsthaus Kümmel - Grunewald - Gimborn                                                                      | 5,4 km   |
| Rundwanderweg   | A3         | Gimborn - Grunewald - Dürhölzen - nördlich Jedinghagen - Gimborn                                                      | 6,1 km   |
| Rundwanderweg   | A4         | Gimborn - Grunewald - südlich Siemerkusen - Winkel - Hütte - Dürhölzen - Jedinghagen - nördlich Erlinghagen - Gimborn | 9,5 km   |

## Bus und Bahnverbindungen
Über die Haltestellen Obersiemeringhausen und Dürhölzen der Linie 399 (VRS/OVAG) ist eine tägliche Anbindung an den öffentlichen Personennahverkehr gegeben.